# Председатель Президиума Верховного Совета Приднестровской Молдавской Советской Социалистической Республики

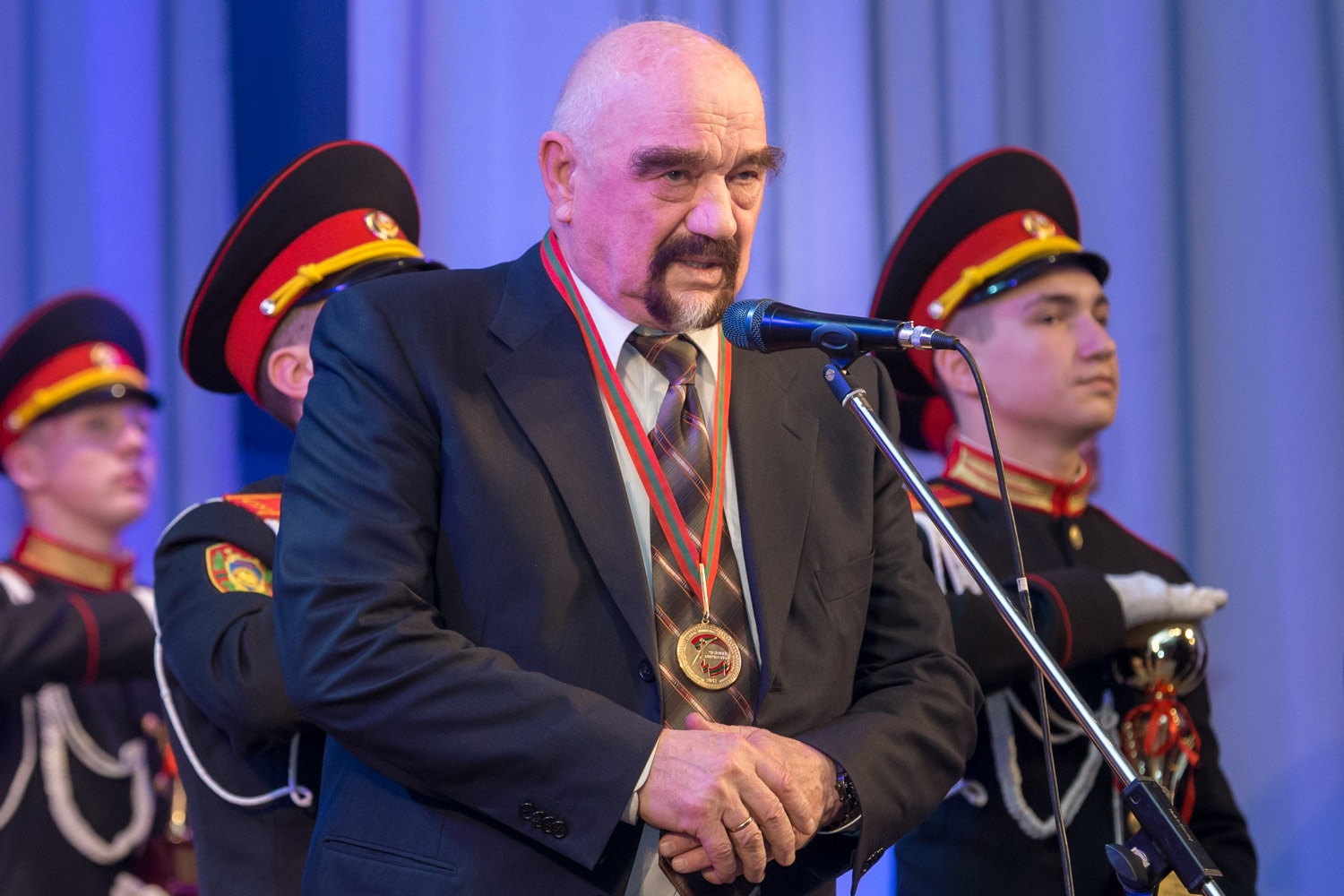
Бывший Председатель Президиума Верховного Совета Приднестровской Молдавской Советской Социалистической Республики Игорь Смирнов

Председатель Президиума Верховного Совета Приднестровской Молдавской Советской Социалистической Республики с момента его создания до его реорганизации в конце 1991 года возглавлял правительство Приднестровья.
2 сентября 1990 года Второй съезд народных депутатов от всех уровней правительства Приднестровья провозгласил создание Приднестровской Молдавской Советской Социалистической Республики (ПМССР). Временный Верховный Совет из 50 членов (законодательный орган) и Президиум из 18 членов были избраны из числа делегатов для обеспечения независимости Приднестровья от Республики Молдова.
Шестой пункт резолюции, в соответствии с которой была создана Приднестровская Молдавская ССР, также выразил волю делегатов, чтобы Игорь Смирнов, до этого председатель городского совета Тирасполя, возглавлял Верховный Совет в качестве его Председателя.
После распада Советского Союза, правительство которого никогда не признавало ПМССР в качестве союзной республики, Приднестровская Молдавская Республика (ПМР) была преобразована в президентскую республику, при этом Верховный Совет сохранился как законодательный орган государственной власти. Однако в новом устройстве президиум отсутствовал, его полномочия перешли к новой исполнительной власти республики — Администрации Президента. 3 декабря 1991 года Игорь Смирнов был избран Президентом Приднестровской Молдавской Республики и оставался в должности до 30 декабря 2011 года.

## Список председателей президиума
| №  | Имя             | Продолжительность жизни                                              | Вступил в должность  | Покинул должность    | Партия |
| -- | --------------- | -------------------------------------------------------------------- | -------------------- | -------------------- | ------ |
| 1. | Игорь Смирнов   | 23 октября 1941 года (77 лет)                                        | 3 сентября 1990 года | 29 ноября 1990 года  | Нет    |
| 2. | Игорь Смирнов   | 23 октября 1941 года (77 лет)                                        | 29 ноября 1990 года  | 29 августа 1991 года | Нет    |
| —  | Андрей Манойлов | 5 октября 1945 года — 14 сентября 1995 года (умер в возрасте 49 лет) | 29 августа 1991 года | 1 октября 1991 года  | Нет    |
| 3. | Игорь Смирнов   | 23 октября 1941 года (77 лет)                                        | 1 октября 1991 года  | 3 декабря 1991 года  | Нет    |